# Кутургу
Кутургу (кирг. Кутургу) — село в Тюпском районе Иссык-Кульской области Киргизии. Административный центр Кутургинского аильного округа. Код СОАТЕ — 41702 225 835 01 0.

## Население
По данным переписи 2022 года, в селе проживало 2 179 человек.

## История
В печатных и письменных источниках селение упоминается в начале XX в., как переселенческий посёлок «Полтавский». По-видимому, первыми жителями здесь были крестьяне-полтавчане переселенцы из Полтавской губернии, наделённые здесь земельными участками переселенческим ведомством, предположительно в 1907 г.; есть и другое наименование – «Свинячий посёлок», вероятно, так его называли в обиходе первопоселенцы. Но уже в 1911 году населённый пункт официально именуется как пос. Озёрно-Фольбаумский, об этом свидетельствует исторический документ «Книга для записи переселенцев пос. Озёрно-Фольбаумского Пржевальского уезда Семиреченской области. 1911-1917 гг.» (Центральный государственный архив Киргизии. Фонд № 12, Оп. № 1). Официальное наименование посёлка отразило фамилию российского государственного и военного деятеля военного губернатора Семиреченской области генерала М.А. Фольбаума (1866-1916).